# 충동구매장애

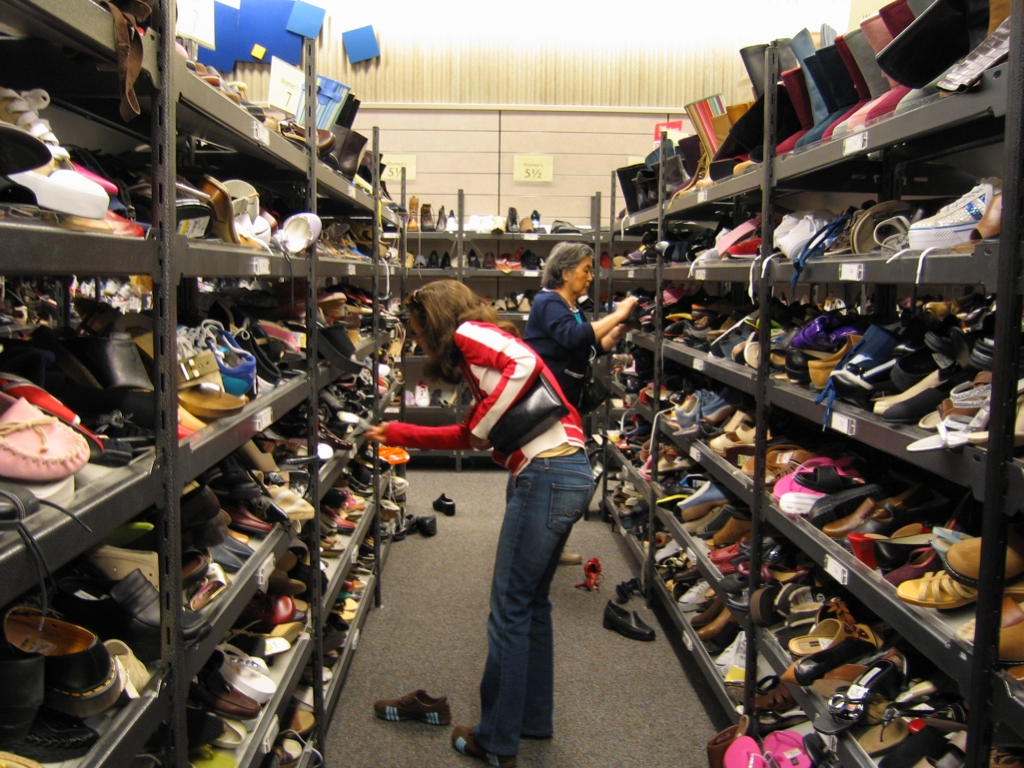

충동구매장애(compulsive buying disorder; CBD)는 정신 질환의 하나로, 쇼핑에 대한 탐닉이다. 소비중독증(shopaholic)이라고도 한다.

## 개요
물건사기 또는 쇼핑에 중독에 걸린 증상을 말한다. 대부분의 소비중독증은 무의식적으로 나타난다. 자신이 하는 행동에 대해 절제하려는 생각을 하지 못한다.
기분이 좋아지거나 자존감을 높이기 위한 구매는 중독의 현상이다.
중독에 걸린 사람은 깊이 생각하거나 뚜렷한 목표가 없이 구매를 한다.
소비를 부추기는 문화도 중요하다. 소비자 지상주의가 그렇다.
예를 들면, 오늘날 미국인들은 세계인구의 5%이지만, 세계 전체 소비의 1/3을 차지한다.

## 같이 보기
- 인터넷 중독 장애